# Franz Jörissen (Politiker)
Franz Jörissen (* 22. Oktober 1868 in Aachen; † 20. März 1932 in Köln) war ein deutscher Politiker (Wirtschaftspartei).

## Leben und Wirken
Jörissen besuchte das Kaiser-Karls-Gymnasium in Aachen und das Gymnasium Thomaeum in Kempen am Rhein. Danach studierte er Rechtswissenschaften und promovierte zum Dr. jur. Es folgte eine längere Tätigkeit in der Industrie, bevor er sich der Leitung wirtschaftlicher Verbände des Handels, der Industrie und der Hausbesitzer sowie sachschriftstellerischen Arbeiten widmete. 1909 gab Jörissen auf Anregung des Auswärtigen Amtes ein umfangreiches Werk zur Lederwarenindustrie heraus.
1913 führte eine 1912 verfasste Denkschrift Jörissens über den konkursverhindernden Zwangsausgleich dazu, dass der Berliner Reichstag eine Entschließung verabschiedete, in der von der Regierung die Vorlage des verlangten Gesetzes gefordert wurde. Dieser Vorgang markierte das Ende der jahrelangen Ablehnung des Gesetzes durch Regierung und Parlament.
Jörissens besonderer Einsatz galt dem Haus- und Grundbesitz, in dem er „eine Säule des Mittelstandes“ sah. Als Syndikus und Organisator des Kölner Hausbesitzer-Vereins (Haus- und Gutsbesitzer Verein Köln) übernahm Franz Jörissen 1919 auch die Geschäftsführung des Verbandes rheinischer Hausbesitzervereine. Außerdem saß er im Vorstand des preußischen Landesverbandes der Hausbesitzer. Seit 1921 gehörte er auch dem Vorstand des Zentralverbandes Hausbesitzer und dem Zentralausschuss der Haus- und Grundbesitzer-Vereine Deutschlands in der dem Zentrum nahestehenden Organisation „Christlicher Mittelstand“ an. Die Kölner Bank für Haus- und Grundbesitz und Gewerbe GmbH beeinflusste er – einem Nachruf aus dem Jahr 1932 zufolge – „in ihrer Entwicklung maßgebend.“ Daneben machte Jörissen sich auch für den Gläubigerschutz stark.
Während der Weimarer Republik engagierte Jörissen sich in der Reichspartei des deutschen Mittelstandes (Wirtschaftspartei). Für diese gehörte er von 1924 bis 1932, von der 3. bis zur 5. Legislaturperiode der Weimarer Republik, dem Berliner Reichstag an. Im März 1932, während seiner dritten Mitgliedsperiode im Parlament, schied Jörissen todesbedingt aus dem Reichstag aus.  Im Parlament fiel er vor allem durch Beiträge zur Bekämpfung der Zwangswirtschaft im Miet- und Wohnungswesen auf.
Jörissen war mit Ella geb. Heucken (Gebr. Heucken & Co.) verheiratet; seine älteste Tochter Louise wurde später als Sozialarbeiterin bekannt.

## Schriften
- Beiträge zur Kenntniss der Oxymethylenketone, 1893. (Mögliche Dissertation; nicht gesichert)
- Die Deutsche Leder- und Lederwaren-Industrie. Die Hilfs- und Neben-Industriezweige Derselben, sowie die Einschlägigen Handelsgebiete in ihrer Entwickelung und Heutigen Bedeutung, 1909.
- Vorschläge zur Einrichtung eines Zentralinstituts für Gläubigerschutz, s. l. 1913. (Zusammen mit Artur Starke)
- Zur Berichtigung Verschiedener Unwahrer und Irreführender Behauptungen über Zurückziehung von mir Gestallter Anträge zum Mieterschutzgesetz, s. l. 1928.
- Katholische Kirche und Bodenreform, Köln 1928.
- Die Wohnungs-Zwangswirtschaft. Notwendigkeit und Möglichkeit ihrer Sofortigen Aufhebung mit Übergangsbestimmungen, Köln 1930.